# Ludvig Munk

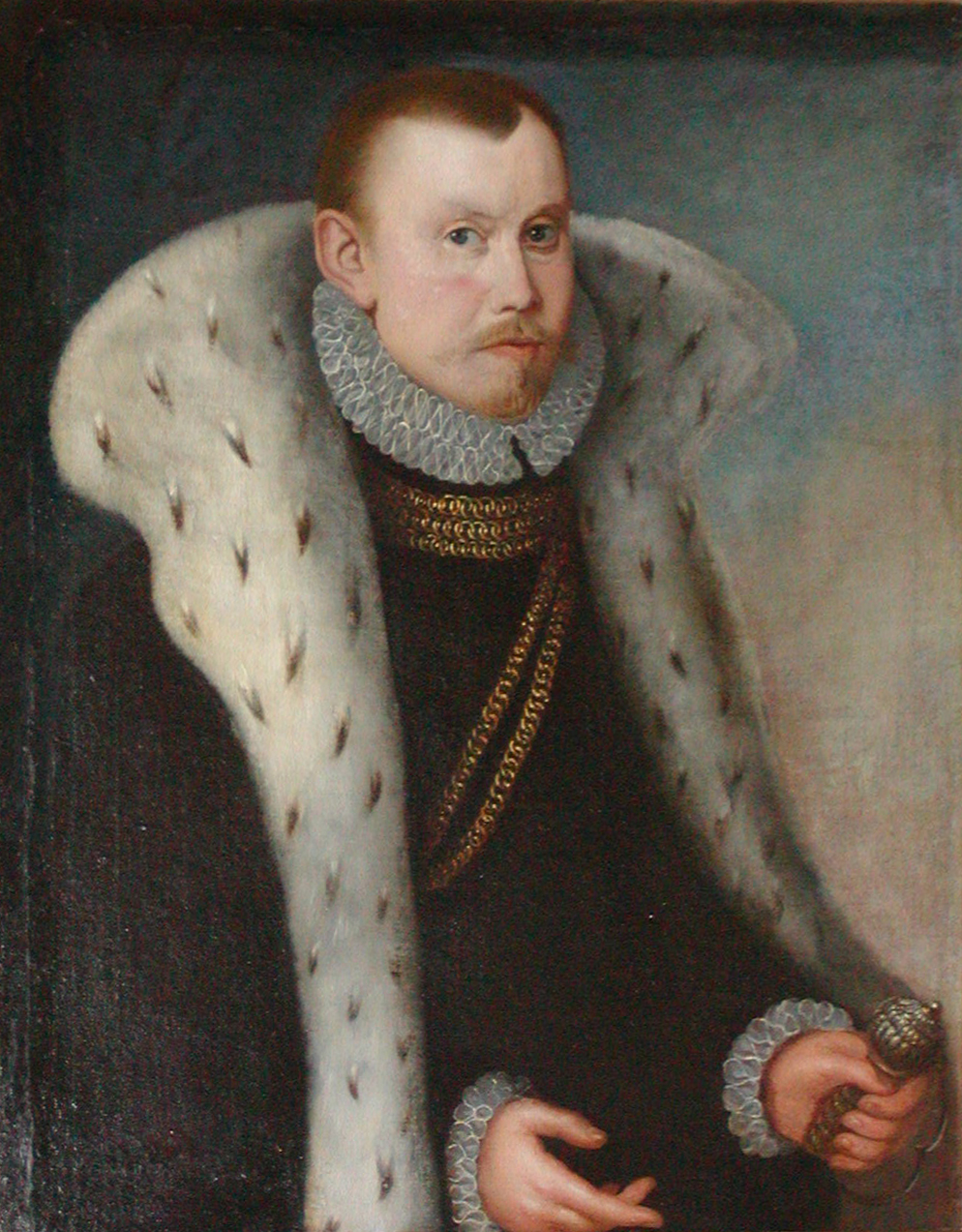
Ludvig Munk til Nørlund.
Porträttsamlingen på Frederiksborgs slott.

Ludvig Ludvigsen Munk (född 1537 i Vejle, död 8 april 1602 på Fyn) var en dansk-norsk ämbetsman och greve. Han var son till Ludvig Munk (1500-1537), och är också känd under namnen Ludvig Ludvigsen Munk von Schleswig-Holstein och Ludvig Munk til Nørlund.
Munk blev hovjunker 1561, tjänstgjorde i marinen och deltog i sjuårskriget (1563-70 både på land och till sjöss. I slaget vid Axtorna togs han till fånga tillsammans med sjöfararen Christoffer Urne, men Munk var, till skillnad från Urne, snart på fri fot igen. 
1571 flyttade han till Trondheim, där han arbetade som länsherre över Trøndelag, Jämtland och Härjedalen fram till 1577. Därefter satt han på Akershus fästning som Norges riksståthållare från 1577 till 1583. Efter 1583 var han "amtmann"/länsherre över Hedmark (1587), därefter Lister (1588-89) och ytterligare en gång över Trøndelag (från 1589). Hans arbete som länsherre har genom tiderna både kritiserats och berömts.
Med den mycket yngre Ellen Marsvin til Lundegaard og Ellensborg (1572-1649) fick han dottern Kirsten Munk (1598-1658), som 1615 kom att ingå i ett morganatiskt äktenskap med den danske kungen Kristian IV.